# Paria
A Paria folyó a Colorado mellékfolyója az Amerikai Egyesült Államokban, Utah és Arizona államokban. A folyó közel 135 km hosszú, és részben szűk kanyonokban kanyarog.

## Földrajz
A folyó Utah állam déli részén ered számos kis forrásból, Tropic városához közel, keresztülfolyik Kane megyén és a Grand Staircase-Escalante National Monument területén.
Arizona határa mentén átvág a Vermilion Sziklákon keresztül a Paria Canyon-ba, a Paria-platóra. 8 km-re északnyugatra Page városától torkollik a Colorado folyóba.
A folyó alsó 32 km-es szakasza a Paria Canyon-Vermilion Cliffs vadonban folyik, melyet a Bureau of Land Management felügyel. A Paria folyó lényegében egy nagy patak, mely nem hajózható.
A Paria az egyik legnépszerűbb célpont a kanyontúrázók számára. A Buckskin Gulch szűk kanyon a folyó mentén, ezt tartják az Amerikai Egyesült Államok egyik leghosszabb és legmélyebb hasadék-szerű kanyonának. 
A Paria és néhány szomszédos folyó és kanyon mentén jó állapotban lévő sziklarajzok találhatók a történelem előtti időkből.
A folyó mentén több veszélyeztetett faj él, valamint itt látható a Wrather Arch nevű természetes boltív.
A folyótól délre 1,6 km-re található a Pahreah nevű szellemváros, ahol számos western filmet forgattak. A díszletváros turistalátványosság volt, de először 1998-ban egy áradás elpusztította, majd újraépítették önkéntesek. Másodszor egy tűzvész pusztította el, gyanús körülmények között.

## Fordítás
Ez a szócikk részben vagy egészben  a   Paria River című angol Wikipédia-szócikk ezen változatának fordításán alapul.  Az eredeti cikk szerkesztőit annak laptörténete sorolja fel. Ez a jelzés csupán a megfogalmazás eredetét és a szerzői jogokat jelzi, nem szolgál a cikkben szereplő információk forrásmegjelöléseként.

## További Információk
- https://www.google.hu/search?q=paria+river&rlz=1W1ADRA_hu&tbm=isch&tbo=u&source=univ&sa=X&ei=RVygUZe0OKeK4ASQ94HQCQ&ved=0CDsQsAQ&biw=1024&bih=606
- http://www.tripadvisor.com/Attraction_Review-g57030-d104185-Reviews-Paria_River_Canyon-Kanab_Utah.html

## Képgaléria

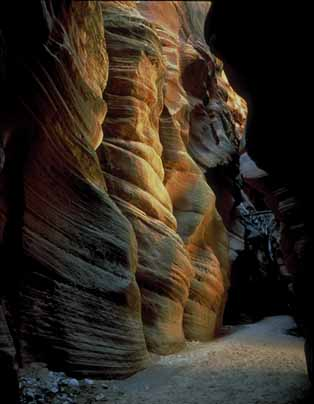
Buckskin Gulch
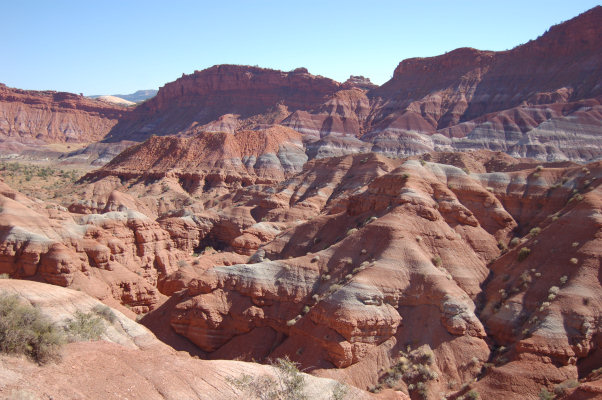
A folyó menti kanyon